# منوري (جبن)
المَنوري أو (نقحرة: مانوري) (باليونانية:μανούρι) جبن يوناني طازج شبه ناعم، مصنوع من مصل اللبن الأبيض المصنوع من حليب الماعز أو الأغنام  كمنتج ثانوي بعد إنتاج جبن الفيتا. يُنتج أساسًا في ثيساليا ومقدونيا في وسط وشمال اليونان.
المَنوري أكثر دسماً من جبن الفيتا، بسبب إضافة الكريمة إلى مصل اللبن. يحتوي على الدهون بنسبة تتراوح بين (36-38%)، ولكن يحتوي على نسبة 0.8% من الملح، مما يجعله أقل ملوحة بكثير من جبن الفيتا. يُستخدم في إعداد السلطات والحلويات أو يؤكل جبنًا حلوًا. كذلك يمكن استبداله بالجبن الكريمي في بعض الاطباق مثل كعكة الجبن.
ظهر جبن المَنوري في صحيفة واشنطن: «نكهة جبن المَنوري حامضة قليلاً، تشبه نكهة الزبادي الطازج، لكنه يفتقر إلى حموضة الزبادي أو الفيتا. وأن ما يرفع الجبن حقاً هو قوامه. الشيء الجميل في طبيعة مانيوري هو أنه يمكن استخدامه في جميع أنواع الأطباق اللذيذة والحلوة، يمكنك أن تقدم إسفيناً منه حلويات أو إلى جانب التين أو غيرها من الفاكهة المسلوقة في النبيذ».
الاسم «مَنوري» هو تسمية محمية المنشأ.